# Gaučo
Gaučo (španščina: [ˈɡawtʃo]) ali gaúcho, portugalščina: [ɡaˈuʃu]) je spreten jezdec, ki slovi kot pogumen in neukrotljiv. Gaučo je simbol v Argentini, Urugvaju, državi Rio Grande do Sul v južni Braziliji, provinci Aysén in Magallanes v južnem Čilu. Gauči so postali zelo občudovani in znani v legendah, folklori in literaturi ter postali pomemben del regionalne kulturne tradicije. Ob koncu 19. stoletja, po razcvetu gavčev, so jih slavili tudi južnoameriški pisatelji.
Gaučo je bil v nekaterih pogledih podoben pripadnikom drugih podeželskih kultur iz 19. stoletja, kot so severnoameriški kavboj (špansko vaquero), huaso v osrednjem Čilu, perujski chalan ali morochuco, venezuelski ali kolumbijski llanero, havajski paniolo mehiški charro ali portugalski campino.
Po besedah Diccionario de la lengua española je bil gaučo v svojem zgodovinskem smislu »mestic, ki je bil v 18. in 19. stoletju naseljen v Argentini in Urugvaju, potujoči jezdec in spreten z živino«. Danes je v Argentini in Urugvaju gaučo po istem viru preprosto »podeželski človek z izkušnjami v tradicionalni živinoreji«.
Ker so zgodovinski gauči sloveli kot pogumni, pa čeprav neposlušni, je beseda metaforično uporabljena tudi v besedilu »Plemenit, pogumen in radodaren« , pa tudi »Tisti, ki je spreten v prefinjenih trikih, zvit«. V portugalščini beseda gaúcho (upoštevajte naglas) pomeni »Prebivalec ravnin Rio Grande do Sul ali argentinskih pamp, ki izvira iz evropskega moškega in staroselke, ki se posveča lasovanju in gojenju živine in konj"; in v Braziliji je gaúcho dobil tudi metonimični pomen, kar pomeni, da kdor koli, tudi prebivalec mest, ki je državljan države Rio Grande do Sul. V najčistejšem pomenu se je gaucho skliceval na nomadske, pogosto nezakonite prebivalce velikih ravnic Argentine in Urugvaja. V sedanji uporabi gaučo običajno označuje podeželskega rančarja na splošno.

## Etimologija
Glede izvora izraza obstaja več hipotez. Izhaja lahko iz španskega izraza chaucho, ki izhaja iz turškega vojaškega izraza nižjega ranga Chiaus (çavuş), prek arabskega shawsh, ki se je na široko uporabljal za katerega koli stražarja / opazovalca ali pomočnika. Prva zabeležena raba tega izraza je čas neodvisnosti Argentine leta 1816. Drugi scenarij nakazuje, da beseda lahko izhaja iz portugalskega gaudério, ki je bil v 18. stoletju namenjen prebivalcem prostranih regij Rio Grande do Sul in Río de la Plata ali portugalski garrucho, ki kaže na orodje, ki ga gauči uporabljajo za lovljenje goveda in njegovo zadrževanje. Kronist iz 18. stoletja Alonso Carrió de la Vandera govori o gauderios, ko omenja gauče ali huasos kot borno oblečene moške.
Drug verjeten izvor je iz južnoameriškega avtohtonega jezika, kot Mapudungun cauchu ('potepuh', 'popotnih'), kauču ('prijatelj') ali kečuansko wahcha ('vagabund', 'reven človek'), kar pomeni stanje osamljenega v divjini.

## Konjeništvo
Bistveni atribut gauča je bil, da je bil spreten jezdec. »Naredil je prve lekcije v jahanju, še preden je dobro shodil«. Brez konja se je gaučo počutil brez posadke. Naravoslovec William Henry Hudson (ki se je rodil na pampi v provinci Buenos Aires) je zapisal, da so gauči njegovega otroštva govorili, da je človek brez konja človek brez nog. Opisal je srečanje s slepim gaučom, ki je bil dolžan prositi za hrano, vendar se je obnašal dostojanstveno in jahal na konju. Richard W. Slatta, avtor znanstvenega dela o gaučih ugotavlja, da je gaučo s konji zbiral, označeval, vodil ali krotil živino, vlekel ribiške mreže, lovil noje, jerebice in črpal vodo in celo - s pomočjo prijateljev - jahal na svoj pokop.
Po ugledu najpomembnejši gaučo caudillo Juan Manuel de Rosas je vrgel klobuk na tla in ga zajel, ko je galopiral konja, ne da bi se dotaknil sedla z roko. Konj je bil za gauča nujno potreben za preživetje, je dejal Hudson: »Vsak dan mora premagati velike razdalje, hitro videti, hitro soditi, biti vedno pripravljen na lakoto in utrujenost, silovite spremembe temperature, velike in nenadne nevarnosti«.
Caudillo El Chacho Peñalosa je najnižjo točko svojega življenja opisal kot »V Čilu - in to peš!« (En Chile y a pie.) 

## Kultura
Main article: Gaucho culture
Gaučo igra pomembno simbolno vlogo pri nacionalističnih občutkih te regije, zlasti v Argentini, Paragvaju in Urugvaju. V epski pesmi Marténa Fierra Joséja Hernándeza (nekateri [22] so menili, da je to nacionalni ep Argentine) je gaučo uporabljen kot simbol proti korupciji in argentinski nacionalni tradiciji, nasproti evropeizacijskim težnjam. Martín Fierro, junak pesmi, je vpoklican v argentinsko vojsko za obmejno vojno, dezertira in postane izobčenec in begunec. Podoba svobodnega gauča je pogosto v nasprotju s sužnji, ki so obdelovali severne brazilske dežele. Nadaljnje literarne opise najdemo v filmu Don Segundo Sombra Ricarda Güiraldesa. Tako kot severnoameriški kavboji, kot je razložil Richard W. Slatta, Cowboys of the Americas, so tudi gauči sloveli kot močni, pošteni, tihi, vendar ponosni in sposobni nasilja, ko jih izzovejo. Tudi tipična lastnost nasilja zaradi drobnih zadev je prepoznana. Gaučova uporaba slavnega noža facon (velik nož, ki je na splošno vstavljen v zadnji del pasu) je legendarna, pogosto povezana s precejšnjim izpuščanjem krvi. V preteklosti je bil facón običajno edini prehrambeni pribor, ki ga je nosil gaučo.
Tako kot kavboj, kot je prikazano v Richarda W. Slatta, Cowboys of the Americas, so bili tudi gauči ponosni in odlični jahači. Običajno je konj gauča predstavljal večino tistega, kar je imel v lasti na svetu. Med vojnami 19. stoletja v Južnem stožcu so bili konjeniki na vseh straneh skoraj v celoti sestavljeni iz gaučov. V Argentini so vojske gaučo, kot je bil Martín Miguel de Güemes, upočasnile španski napredek. Poleg tega so se številni caudillos za nadzor nad argentinskimi provincami zanašali na vojsko gaučov.
Prehrana gaučov je bila skoraj v celoti sestavljena iz govedine, medtem ko je bila na območju, dopolnjena z yerba mate (erva-mate v portugalščini), zeliščnim poparkom iz listov južnoameriškega drevesa, vrste bodike, bogate s kofeinom in hranili.
Gauči  so se povsem ločili od kavbojev in uporabljali bole ali boleadore - v portugalščini boleadeiras - (tri usnjene vezane kamne, povezane skupaj s približno tremi metri dolgimi usnjenimi trakovi) poleg znanih "severnoameriških" lasov. Tipična gaučo obleka bi vključevala pončo (ki se je uporabljal tudi kot pregrinjalo za sedlo in kot spalna oprema), fakón (velik nož), rebenque (usnjeni bič) in ohlapne hlače, imenovane bombachas, opasane s tirador ali chiripá, moški sramni predpasnik. Pozimi so gauči nosili težke volnene ponče za zaščito pred mrazom.
Njihove naloge so bile v bistvu premeščanje živine med pašniki ali na tržnice, kot je pristanišče Buenos Aires. Yerra je sestavljena iz žigosanja živali z lastnikovim znakom. Ukrotitev živali je bila še ena od njihovih običajnih dejavnosti. Ukrotitev je bila veščina, ki je bila v Argentini še posebej cenjena, na festivalih pa so ostala veljavna tekmovanja za udomačitev divjih žrebet. Večina gaučov je bila nepismena in so veljali za podeželane.
Gauči so pili tudi tipično pijačo, imenovano mate, ki so jo tradicionalno pripravljali v izdolbeni buči in srkali skozi kovinsko slamico, imenovano bombila. Voda za mate je bila ogreta (brez vrenja) na štedilniku v grelniku vode. 
== Modern influences[edit]
Gaučito (fant v argentinskih barvah in gaučo klobuk) je bil maskota za svetovno prvenstvo v nogometu 1978.

## V popularni kulturi
- Martín Fierro je 2316-vrstni epski pesem argentinskega pisatelja Joséja Hernándeza o življenju istoimenskega gauča.
- Way of a Gaucho iz leta 1952, v katerem igrata Gene Tierney in Rory Calhoun.
- Gaucho je bil film iz leta 1927, v katerem je igral Douglas Fairbanks.
- La Guerra Gaucha je bil argentinski film iz leta 1942, postavljen med vojno gaučov proti španskim rojalistom v Salti na severu Argentine leta 1817. Velja za klasiko argentinske kinematografije.
- Tretji del Disneyjevega animiranega celovečernega filma iz leta 1942, Saludos Amigos, nosi naslov El Gaučo Goofy, kjer ameriškega kavboja Goofyja skrivnostno odpeljejo v argentinsko pampo, da ga naučijo poti domačega gauča.
- Gaucho je ime albuma ameriške jazz fusion skupine Steely Dan iz leta 1980, v katerem je bila istoimenska skladba.
- Gauchos of El Dorado je bil ameriški western Three Mesquiteers B-film iz leta 1941, ki ga je režiral Lester Orlebeck.
- Inodoro Pereyra, Roberta Fontanarrose, je argentinska humoristična serija o gauču.
- Gaucho je ime pesmi skupine Dave Matthews Band na albumu Away From the World iz leta 2012.
- Gaučo je maskota kalifornijske univerze Santa Barbara.

## Galerija
- Gaučo v avtentični obleki, 1840-ta.
- Gaučo iz argentinske pampe trenira za Esgrima Criolla.
- Un alto en el campo (1861),  Prilidiano Pueyrredon.
- La Posta de San Luis, Juan León Pallière (1858).
- Ljudski ples: Zamba', Argentina
- Brazilski cesar Pedro II v tipični obleki gauča.
- Gauči provinci Corrientes v Argentini.
- Gaučo ljudska glasbena tradicija payada.
- Brazilski gaúcho z značilnimi oblačili na paradi Farroupilha 2006.
- Argentinski gauči v mestu Salta
- Gauči v federalistični revoluciji (1893 do 1895).
- Gauči plešejo v popolni obleki (2012)
- Gaúchos s konji Criollo v Braziliji, 2007